# Villa Martha w Oliwie
Villa Martha – zabytkowa willa w Gdańsku-Oliwie. Mieści się przy ul. Ceynowy. Zbudowana została w latach 1903-1905. Od 1918 własność Teodora Klimkiewicza. Od 2006 widnieje w rejestrze zabytków.